# Wagnerit
Wagnerit (synonym auch Kjerulfin; IMA-Symbol Wag) ist ein selten vorkommendes Mineral aus der Mineralklasse der „Phosphate, Arsenate und Vanadate“. Es kristallisiert im monoklinen Kristallsystem mit der idealisierten chemischen Zusammensetzung Mg2[F|PO4] und ist damit ein Magnesium-Phosphat mit zusätzlichen Fluorionen.
Da bei natürlich vorkommenden Wagneriten geringe Anteile des Magnesiums durch zweifach positiv geladene Eisenionen bzw. Fluor- durch Hydroxidionen vertreten (substituiert) sein können, wird die Formel in verschiedenen Quellen gelegentlich mit (Mg,Fe2+)2(PO4)F oder Mg2(PO4)(F,OH) angegeben.
Das Mineral entwickelt meist kurz- bis langprismatische, längsgestreifte Kristalle, kommt aber auch in Form körniger oder derber bzw. massiger Mineral-Aggregate vor.
In reiner Form sind Wagneritkristalle farblos und durchsichtig mit glasähnlichem Glanz auf den Oberflächen. Durch vielfache Lichtbrechung aufgrund von Gitterbaufehlern oder polykristalliner Ausbildung kann er aber auch weiß bis hellgrau erscheinen und durch Fremdbeimengungen eine wein- bis honiggelbe, orange bis fleischrote, gelblichbraune oder hellgrüne Farbe annehmen, wobei die Transparenz entsprechend abnimmt.

## Etymologie und Geschichte
Erstmals beschrieben wurde Wagnerit 1821 durch Johann Nepomuk Fuchs, der das Mineral zu Ehren des deutschen Montanisten Franz Michael von Wagner benannte. Dieser hatte das Mineral einige Jahre zuvor im Höllgraben bei Imlau in der Marktgemeinde Werfen im österreichischen Land Salzburg entdeckt und Fuchs einige Bruchstücke zur Analyse übergeben.
Ein Aufbewahrungsort für das Typmaterial des Minerals ist bisher nicht bekannt.

## Klassifikation
Bereits in der veralteten 8. Auflage der Mineralsystematik nach Strunz gehörte der Wagnerit zur Mineralklasse der „Phosphate, Arsenate und Vanadate“ und dort zur Abteilung „Wasserfreie Phosphate, Arsenate und Vanadate mit fremden Anionen“, wo er zusammen mit Triplit und Zwieselit die „Triplit-Reihe“ mit der System-Nr. VII/B.03a bildete.
Im zuletzt 2018 überarbeiteten und aktualisierten Lapis-Mineralienverzeichnis nach Stefan Weiß, das sich aus Rücksicht auf private Sammler und institutionelle Sammlungen noch nach dieser alten Form der Systematik von Karl Hugo Strunz richtet, erhielt das Mineral die System- und Mineral-Nr. VII/B.03-010. In der „Lapis-Systematik“ entspricht dies ebenfalls der Abteilung „Wasserfreie Phosphate, mit fremden Anionen F,Cl,O,OH“, wo Wagnerit zusammen mit Hydroxylwagnerit, Joosteit, Sarkinit, Staněkit, Triplit, Triploidit, Wolfeit und Zwieselit die unbenannte Gruppe VII/B.03 bildet.
Die von der International Mineralogical Association (IMA) zuletzt 2009 aktualisierte 9. Auflage der Strunz’schen Mineralsystematik ordnet den Wagnerit ebenfalls in die Abteilung der „Phosphate usw. mit zusätzlichen Anionen; ohne H2O“ ein. Diese ist allerdings weiter unterteilt nach der relativen Größe der beteiligten Kationen und dem Stoffmengenverhältnis der zusätzlichen Anionen (OH etc.) zum Phosphat-, Arsenat- bzw. Vanadatkomplex (RO4), so dass das Mineral entsprechend seiner Zusammensetzung in der Unterabteilung „Mit ausschließlich mittelgroßen Kationen; (OH usw.) : RO4 ≤ 1 : 1“ zu finden ist, wo es zusammen mit Joosteit, Sarkinit, Staněkit, Triploidit und Wolfeit die „Triploiditgruppe“ mit der System-Nr. 8.BB.15 bildet.
Auch die vorwiegend im englischen Sprachraum gebräuchliche Systematik der Minerale nach Dana ordnet den Wagnerit in die Klasse der „Phosphate, Arsenate und Vanadate“ und dort in die Abteilung der „Wasserfreie Phosphate etc., mit Hydroxyl oder Halogen“ ein. Hier ist er nur zusammen mit Hydroxylwagnerit in der nach ihm benannten „Wagneritgruppe“ mit der System-Nr. 41.06.02 innerhalb der Unterabteilung „Wasserfreie Phosphate etc., mit Hydroxyl oder Halogen mit (A)2(XO4)Zq“ zu finden.

## Kristallstruktur
Wagnerit kristallisiert monoklin in der Raumgruppe P21/a (Raumgruppen-Nr. 14, Stellung 3) mit den Gitterparametern a = 12,07 Å; b = 12,53 Å; c = 9,66 Å und β = 108,5° sowie 16 Formeleinheiten pro Elementarzelle.

## Bildung und Fundorte
Wagnerit bildet sich als seltenes, akzessorisches Mineral in metamorphen Gesteinen wie Gneis oder Eklogit, kann aber auch magmatisch in granitischen Pegmatiten sowie hydrothermal in Quarz-Gängen und Salzlagerstätten entstehen. Als Begleitminerale können je nach Fundort unter anderem Lazulith, eisenhaltiger Magnesit und verschiedene Chlorite (Höllgraben, Australien); Andalusit, verschiedene Apatite, Biotit, Korund, Monazit-(Ce), Plagioklas, Sillimanit und verschiedene Turmaline (Santa Fe Mountain, Colorado, USA) oder Chrysoberyll, Cordierit, verschiedene Granate, Magnesiotaaffeit (ehemals Musgravit), Sapphirin und Surinamit (Casey Bay, Antarktis) auftreten.
Als seltene Mineralbildung konnte Wagnerit nur an wenigen Fundorten nachgewiesen werden, wobei bisher rund 70 Fundorte dokumentiert sind (Stand 2023). Neben seiner Typlokalität Höllgraben bei Imlau sowie in dem ebenfalls in der Gemeinde Werfen gelegenen Rettenbachgraben und Wengergraben fand man das Mineral in Österreich noch im Steinbruch Haagen bei Webing (Gemeinde Abtenau), am Graulahnerkopf (Graulahnerkogel) im Amerbachtal (einem Teil des Felbertals), an zwei Stellen im Fritztal (Fritzbachtal) und am Klemmgraben am Eiskogel in Salzburg sowie in Gesteinsproben, die beim Bau des Bosrucktunnels für die Pyhrn Autobahn in Oberösterreich entnommen wurden. Seine Typlokalität Höllgraben ist zudem als herausragender Fundort für besonders große und meist mit Lazulith vergesellschaftete Wagneritkristalle mit bis zu drei Zentimetern Durchmesser bekannt.
In Deutschland trat Wagnerit bisher am Silberberg bei Bodenmais in Niederbayern; am Nickenicher Sattel bei Eich (Andernach), am Emmelberg bei Üdersdorf, im Steinbruch Caspar am Ettringer Bellerberg bei Ettringen und am Wannenköpfe bei Ochtendung in der rheinland-pfälzischen Eifel sowie bei Schneeberg im sächsischen Erzgebirge auf.
Weitere Fundorte liegen unter anderem im Enderbyland und im Prinzessin-Elisabeth-Land in der Ostantarktis, in Südaustralien und der vorgelagerten Insel Tasmanien, den kanadischen Provinzen Manitoba und Québec, im chinesischen autonomen Gebiet Innere Mongolei, im französischen Département Pyrénées-Orientales, am Vesuv und an einigen Stellen in der italienischen Region Piemont, in der Region Turkestan in Kirgisistan, an mehreren Orten in der norwegischen Provinz Telemark, im Distrikt Castelo Branco in Portugal, in der russischen Oblast Tscheljabinsk, den spanischen Gemeinden Salamanca und Alt Empordà, den schwedischen Regionen Södermanland und Värmland, in Böhmen und Mähren in Tschechien sowie an verschiedenen Stellen in den US-Bundesstaaten Arizona, Colorado, Kalifornien, Maine und New York.